# 張升
張 升（ちょう しょう、生没年不詳）は、後漢の官僚・文人。字は彦真。本貫は陳留郡尉氏県。

## 経歴・人物
富平侯張放の孫とされる。若くして学問を好み、幅広く読書した。自由気儘で束縛されず、意気投合した者とは身を傾けて交友を結び、貧窮した者や身分の低い者が相手でもこだわらなかった。志の合わない者に対しては、王公大人が相手でも屈することがなかった。「死生は命に有り、富貴は天に在り。其の我を知る有らば、胡越といえども親しむべし。いやしくも相識らずして、物より何の益あらん」といつも放言していた。
陳留郡に仕えて綱紀となり、有能なことから外黄県令を代行した。賄賂を受けた官吏を摘発すると、即座に裁判してこれを処刑した。ある人が「張升は県令の職務を一時的に代行しているに過ぎないのに、厳罰で脅すような統治をおこなってよいものだろうか」と批判すると、張升は「むかし孔子が暫定の宰相職についたときに、夾谷の会で斉の芸人たちを処刑し、その手足を別々の門にさらしたところ、孔子の有能さと威権に強国の斉も震え上がり、魯は侵略された土地を返還されたといいます。君子は仕えては私事をおこなわず、職に就いてはその懸案を考えるもの。どうして任期の長短で対応が変わったりいたしましょうか」と答えた。党錮の禁に遭って官を去り、後に処刑された。享年は49。
かれによって著された賦・誄・頌・碑・書は合わせて60篇あった。また文集2巻があった。

## 伝記資料
- 『後漢書』巻80下 列伝第70下